# Hyles apiciplaga
Hyles apiciplaga är en fjärilsart som beskrevs av Gehlen. 1930. Hyles apiciplaga ingår i släktet Hyles och familjen svärmare. Inga underarter finns listade i Catalogue of Life.